# Dipterocarpus zeylanicus
Dipterocarpus zeylanicus är en tvåhjärtbladig växtart som beskrevs av Thw.. Dipterocarpus zeylanicus ingår i släktet Dipterocarpus och familjen Dipterocarpaceae. Inga underarter finns listade i Catalogue of Life.